# Tragevorrichtung (Waffe)
Tragevorrichtung (auch Gehänge) bezeichnet ein Hilfsmittel zum Waffentransport, um beispielsweise Klingenwaffen am Körper zu tragen.

## Entwicklung
In der Geschichte haben sich unterschiedliche Formen der Tragevorrichtung entwickelt und weiterentwickelt. Sie sind in den meisten Fällen an der Scheide der Klingenwaffen angebracht.

### Von der Schwertfesselschlaufe zur Bajonetttasche

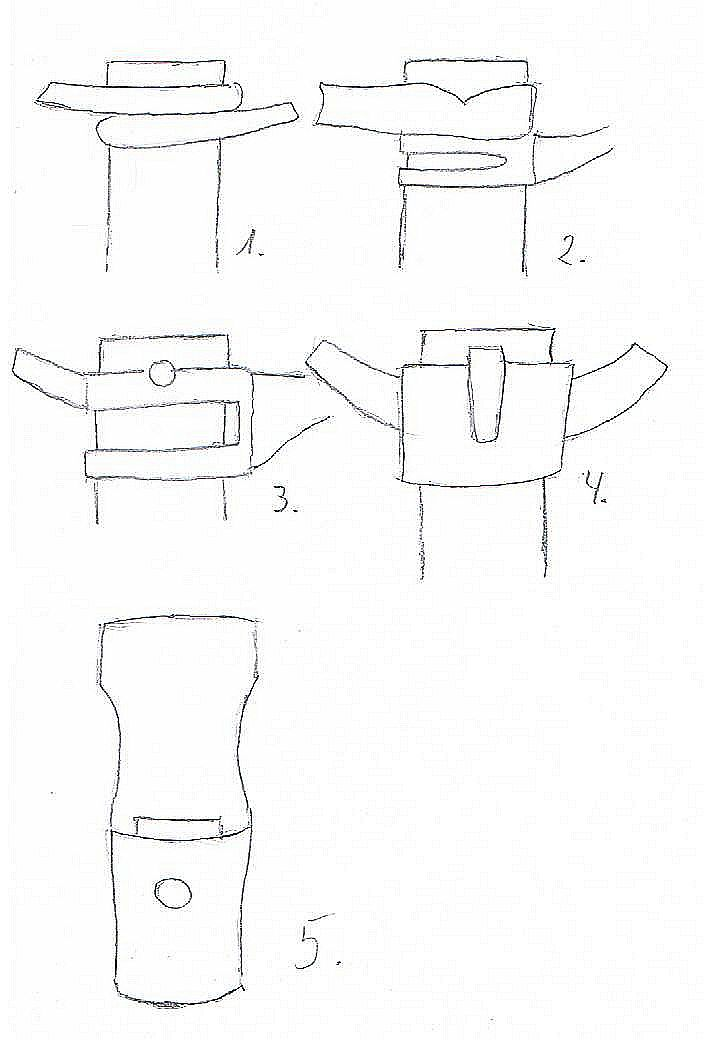
Schwertfesselschlaufen (Bild 1.)

Die Bilder zeigen die Entwicklung der Schwertfesselschlaufe vom einfachen Lederband bis zur Seitengewehrtasche. Die Schlaufe entwickelte sich mit den zu den verschiedenen Zeiten existierenden Waffen. Es wurde beständig versucht diese Befestigung zu verbessern (Bild 1.).

### Von der Trageöse zum Ringband
Die Trageösen dienen der Befestigung einer Waffe am Körper. Sie werden meist mit Lederbändern am Gürtel befestigt. Das Bild zeigt die Evolution der Trageösen zum Ringband. Diese Befestigungsart wurde zusammen mit den verschiedenen Waffen, die diese Befestigung nutzten, weiterentwickelt. Es wurde beständig versucht die Befestigung zu verbessern und sie einfacher zu gestalten. (Bild 2., 3., 4.)

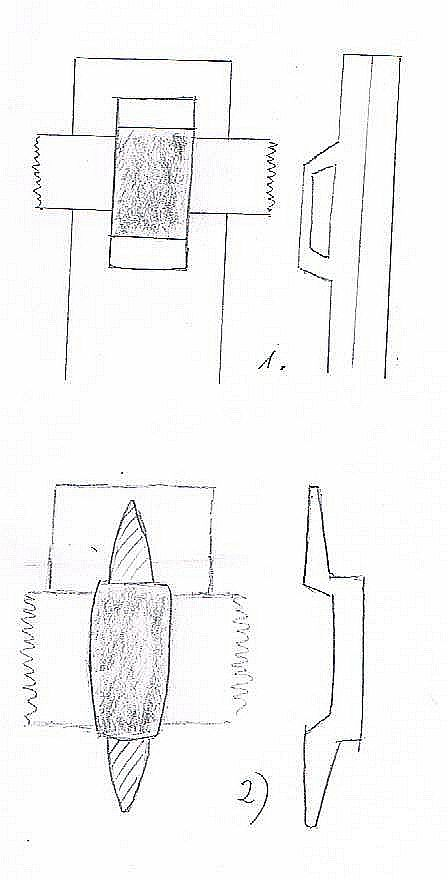
Von der Trageöse zum Ringband 1 (Bild 2.)
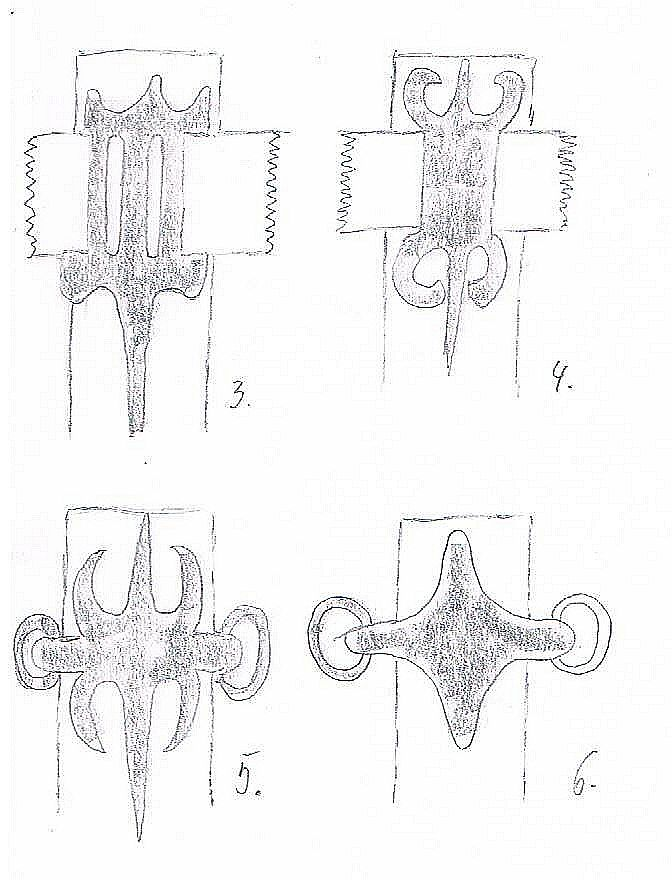
Von der Trageöse zum Ringband 2 (Bild 3.)
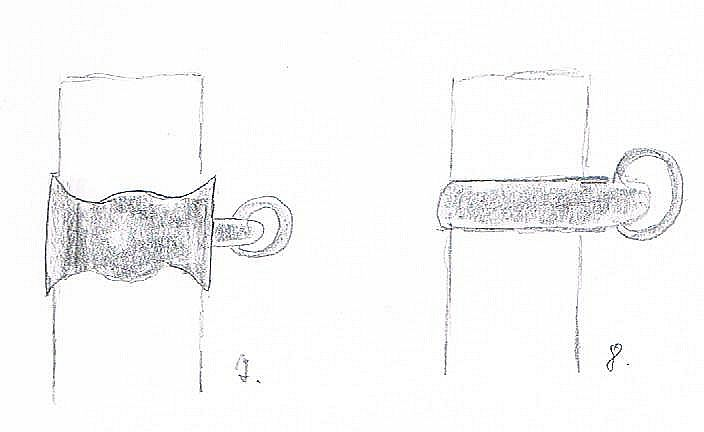
Von der Trageöse zum Ringband 3 (Bild 4.)